# 灰蛊 (電子遊戲)
《灰蛊》，是由岩石壁画出版，Six Foot开发的科幻即时战略游戏。该游戏于2015年1月23日在Grey Box发布，在Microsoft Windows运行。

## 遊戲介紹
玩家可以選擇三個派別的其中一個，分別是the Humans、the Beta及the Goo來完成單人任務和多人對戰模式。每個派別都有各自的單位、建築和打法。

## 故事
遊戲故事描述在人類首度離開地球的500年後，為了探索未知星球，探索隊伍制造了可以消耗敵人利用敵人資源自我復制的蠱，以此幫助探索名為「九號生態系統」（Ecosystem Nine）的星球。但這些蠱卻有了自我意識，不再為人類所用，它們決定毀滅這個星球。

## 發售
《灰蠱》於2014年3月13日宣佈，最初的發售日期為2014年秋季，但後來延期。遊戲於2015年1月23日正式發售。
DLC包《Emergence》於2015年6月11日推出，內容包含三個新的單人任務。
DLC包《The Descent of the Shroud》於2016年2月1日推出，內容包含一個新的單人任務，以及全新派別「The Shroud」。